# Чинхэ
Чинхэ (кор. 진해구?, 鎭海區? Чинхэгу, Jinhae-gu) — район города Чханвон, столицы провинции Кёнсан-Намдо, Республика Корея. До 2010 года имел статус города (си) и именовался  Чинхэ (кор. 진해시?, 鎭海市?, Jinhae-si), но 1 июля 2010 года был включён в состав Чханвона.

## История
На территории Чинхэ с давних времён существовали небольшие рыбацкие посёлки. Во время правления вана Мунджона посёлки Ванпхо и Унсин были объединены в один под названием Унчхон, после реформы Кабо в 1908 году Унчхон стал называться Чханвоном. Впервые название «Чинхэ» появилось в 1912 году — тогда Чинхэ стал одним из районов Чханвона. 1 сентября 1955 года Чинхэ получил статус города (си). 1 июля 2010 года город был присоединён к Чханвону.

## География
Расположен на юге Корейского полуострова на берегу Корейского пролива. Граничил на севере с Чханвоном и Кимхэ, на востоке — с Пусаном. Большая часть территории (65 %) была покрыта лесами. Сельскохозяйственные угодья занимали порядка 12 % территории, входившей в юрисдикцию города. В территорию города было включено 26 островов, находящихся в Чинхэском заливе, из которых лишь 4 являлись обитаемыми.

## Административное деление
Чинхэ административно делился на 15 тонов (донов).

## Экономика
Были развиты нефтехимическая промышленность, пищевая промышленность и металлургия. Кроме того, в Чинхэ функционировал крупный морской порт, для развития которого в 2001 году был запущен проект «Радужный берег 21» (англ. Rainbow Coast 21), объём инвестиций в рамках которого должен составить 1,5 млрд долларов.

## Туризм и достопримечательности
- Парк развлечений Парклэнд — расположен на площади в 56 тыс. м², включает в себя парк аттракционов, концертные площадки, рестораны и буфеты. Регулярно здесь проводятся различные фестивали и концерты.[8]
- Развалины военных крепостей Чепо (XV век), Ангольвэсон (XVI век) и крепости в Унчхоне (XVI век). Эти крепости были возведены для обороны юго-восточного побережья династии Чосон от набегов японских пиратов и играли важную роль в качестве объектов военной инфраструктуры во время Имджинской войны.[9]
- Буддийский храм Сонхынса постройки 1789 года.[10]
- Военно-морской музей. Был основан в середине XX века, представленные экспонаты посвящены в основном Имджинской войне и наследию адмирала Ли Сунсина.[11]
- Чинхэский фестиваль искусств. В рамках фестиваля проводятся различные конкурсы и выставки, посвящённые живописи, фотографии, литературе и театральному искусству.[12]

## Города-побратимы
Чинхэ имел ряд городов-побратимов как внутри страны так и за её пределами
- Аннаполис (штат Мэриленд), США
- Курэ (префектура Хиросима), Япония
- Винья-дель-Мар (область Вальпараисо), Чили
- Чансу (провинция Чолла-Пукто), Южная Корея
- Санчхон (провинция Кёнсан-Намдо), Южная Корея

## Символы
Как и остальные города и уезды Южной Кореи, Чинхэ имел ряд символов:
- Дерево: кипарис — символизирует долголетие.
- Цветок: цвет вишни — символизирует искренность и добрые намерения.
- Птица: чайка — символизирует прогресс.